# Tadeusz Bieńkowski (podchorąży)
Tadeusz Bieńkowski (ur. 28 października 1896 w Zawichoście, zm. 12 czerwca 1920 pod Radziwiłłówką) – podchorąży sanitarny Wojska Polskiego, kawaler Orderu Virtuti Militari.

## Życiorys
Urodził się 28 października 1896 w Zawichoście, w rodzinie Józefa i Marii z Rakowskich (ur. 1870). Absolwent Szkoły Handlowej w Radomiu, Szkoły Humanistycznej im. Staszica w Lublinie, a od października 1917 student Wydziału Medycznego Uniwersytetu Jagiellońskiego w Krakowie.
W listopadzie 1918 wstąpił do Legii Akademickiej w Krakowie, a później został przydzielony do 1 szwadronu 2 pułku Szwoleżerów Rokitniańskich i wraz z pułkiem brał udział w wojnie polsko-bolszewickiej. W szarży pod Radziwiłówką bronił wozów z rannymi. W nierównej walce z kozakami oddał życie za rannych, którymi się opiekował. Za czyn ten został odznaczony Krzyżem Srebrnym Orderu „Virtuti Militari”.

## Ordery i odznaczenia
- Krzyż Srebrny Orderu Wojskowego Virtuti Militari[3] nr 5605 – pośmiertnie, 18 września 1922[4][2][5]
- Krzyż Walecznych nr 24794[6] – pośmiertnie[2]